# Liste de logiciels KDE
Cet article est une liste de logiciels informatiques écrits pour l'environnement de bureau KDE et triés par catégories. Les catégories qui sont utilisées ici sont pratiquement les mêmes que celles présentes dans KDE.

## Outils de développement
Cervisia (en)Interface graphique pour CVS
KDevelopEnvironnement de développement intégré
KDialogCréateur de boîtes de dialogue à partir d'un interpréteur de commandes
KDiff3Outil de fusionnage et de comparaison de fichiers en 3 dimensions
KompareOutil de comparaison de fichiers, visualisation des différences entre fichiers texte comme Diff
Quanta PlusOutil pour le développement Web
Umbrello UML ModellerLogiciel de modélisation UML
KommanderEnvironnement de développement intégré pour développer des scripts avec des interfaces graphiques.
KCacheGrindDébogueur (interface graphique avancée pour Valgrind)

## Éditeurs
KateÉditeur de texte avancé pour programmeurs
KEditÉditeur de texte simple, similaire au notepad de Windows
KileÉditeur de LaTeX avancé
KWriteÉditeur de texte

## Éducation
KGeographyLogiciel testant les connaissances géographiques
KitenLogiciel d'apprentissage du japonais
KLAidLogiciel d'apprentissage créant des fenêtres avec des questions pendant l'utilisation de l'ordinateur
KonjueOutil de conjugaison du français
KStarsSimulateur de ciel de nuit (planétarium)
Pour une liste complète, voir la suite éducative de KDE.

## Jeux
KAtomicJeu de Puzzle
KBattleshipJeu de bataille navale
KFoulEggsJeu Puyo Puyo
KlicketyJeu de Puzzle
KMinesJeu de démineur
KolfJeu de golf
KReversiJeu de Othello/Reversi
KSirtetJeu de Tetris

## Graphisme
DigiKamGestionnaire de photos numériques
GwenviewVisionneuse d'images
KGhostViewVisionneuse de fichiers PDF et PostScript
KoffeePhotoGestionnaire de photos incluant la création de diaporama
KolourPaintÉditeur léger de bitmap (très proche de MSPaint)
KPhotoAlbumGestionnaire d'images et de photos numériques
KPovModelerLogiciel de création et de modélisation pour créer des scènes POV-Ray
KritaÉditeur de bitmaps
KSnapshotLogiciel de prise de capture d'écran
KuickshowVisionneuse d'images
KViewVisionneuse d'images
OkularVisionneuse de documents universelle
ShowimgVisionneuse d'images

## Internet
KGetGestionnaire de téléchargement
KMailClient de messagerie
KNetLoadLogiciel de visualisation de charge réseau
KNodeLecteur de nouvelles
KonquerorGestionnaire de fichiers et navigateur web
KonversationClient IRC
KopeteMessagerie instantanée
KTorrentClient BitTorrent
KMldonkeyInterface graphique pour MLDonkey
KMyFirewallGestionnaire de pare-feu personnel
KFTPGrabberClient FTP graphique
AkregatorAgrégateur

## Multimédia
AmarokLecteur audio avec gestion de bibliothèque musicale
aRts BuilderOutil de conception graphique de synthétiseurs temps réel analogique (voir aRts)
Dragon Player (ex Codeine)Lecteur multimédia simple et instinctif
JuKLecteur audio et gestionnaire de musique
K3bLogiciel de gravure CD et DVD
K9copyLogiciel pour la création de DVD vidéo, similaire à DVD Shrink
KaffeineLecteur multimédia
KAudioCreatorRippeur et encodeur de CD
KDEnlive (en)Logiciel d'édition de vidéo
kdetvLogiciel pour regarder la télévision via une carte télé
KmidLecteur de fichiers MIDI et MIDI-karaoké
KMPlayerLecteur multimédia qui peut s'insérer en tant que plugin dans Konqueror pour lui ajouter la lecture de videos embarquée.
KPlayerLecteur multimédia avec gestion de bibliothèque
KSubtileÉditeur de sous-titres
ManDVDLogiciel pour la création de DVD-Vidéo
NoatunLecteur multimédia

## Bureautique
KexiInterface graphique de contrôle des bases de données
KPresenterLogiciel de présentation
KSpreadTableur
KWordLogiciel de traitement de texte
TaskJugglerGestionnaire de projet
SémantikLogiciel de création de cartes heuristiques (mindmapping), appelé précédemment Kdissert
Voir aussi KOffice, la suite bureautique.

## Gestionnaires d'informations personnelles
KMyMoneyGestionnaire de comptes personnels
KontactGestionnaire d'informations personnelles et de groupes
KOrganizerCalendrier et agenda
SkroogeGestionnaire de finances personnelles pour KDE4

## Système
KDE Control CenterOutil centralisé de configuration système
KDE System GuardMoniteur système et gestionnaire de taches
KDE Display ManagerGestionnaire d'affichage
KinfocenterInformation sur votre ordinateur
KonsoleÉmulateur de Terminal
KWalletGestionnaire sécurisé de mots de passe
FilelightMontre l'utilisation du disque dur
KDirStatUtilitaire graphique montrant l'utilisation du disque dur

## Jouets
KarambaProgrammes d'applet pour Bureau
KTeaTimeTimer indiquant l'heure du thé
KWorldClockHorloge universelle
AMORAmusing Misuse Of Resources. Créature de Bureau.
KodoMesure la distance parcourue par la souris

## Utilitaires
ArkOutil d'archivage
Basket Note PadsApplication de prise de note avancé
DolphinGestionnaire de fichiers
KCalcCalculette
KCharSelectOutil de caractères
KDiskFreeInformation sur l'utilisation du disque
KHexEditUn éditeur hexadécimal
KookaUtilitaire pour scanner des images
KRenameRenommer des groupes de fichiers
KrusaderUn gestionnaire de fichier à double panneau
KtnefUtilitaire de lecture pour fichiers "winmail.dat" générés par Microsoft Outlook
K3bGravure de CD et DVD
KBarcodeOutil d'impression de labels et codes-barres
KjotsOutil simple de prise de note
KGPGPlateforme graphique pour GnuPG
KXML EditorÉditeur XML
KDictClient graphique avancé pour le protocole DICT
MarbleGlobe virtuel.